# Vasikkaluoto (ö i Satakunta)
Vasikkaluoto är en ö i Finland. Den ligger i sjön Isojärvi och i kommunen Siikais i den ekonomiska regionen  Norra Satakunta ekonomiska region  och landskapet Satakunta, i den sydvästra delen av landet, 250 km nordväst om huvudstaden Helsingfors. Öns area är 5,3 hektar och dess största längd är 380 meter i sydöst-nordvästlig riktning.